# Nông nghiệp Việt Nam (báo)
Nông nghiệp Việt Nam là một cơ quan báo chí trực thuộc Bộ Nông nghiệp và Phát triển nông thôn Việt Nam. Tờ báo phát hành chủ yếu tại các vùng nông thôn, miền núi, vùng sâu, vùng xa, hướng tới đối tượng độc giả là nông dân và người hoạt động trong lĩnh vực nông nghiệp, phát triển nông thôn.
Tòa soạn báo đặt tại số 14 phố Ngô Quyền, phường Tràng Tiền, quận Hoàn Kiếm, Hà Nội.

## Lịch sử

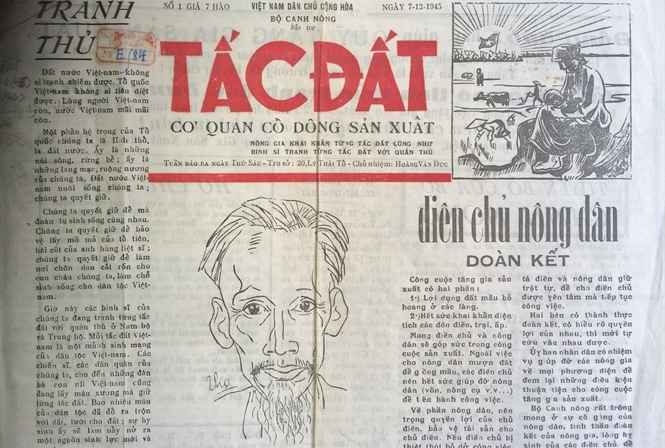
Báo Tấc đất số ra đầu tiên ngày 7 tháng 12 năm 1945.

Ngày 4 tháng 12 năm 1945, Bộ Trưởng Nội vụ Võ Nguyên Giáp ký Nghị định số 129 thành lập báo Tấc đất, tiền thân của báo Nông nghiệp Việt Nam.
Ngày 7 tháng 12 năm 1945, báo Tấc đất xuất bản số đầu tiên.
Tháng 10 năm 1952, Canh nông tập san – cơ quan nghiên cứu, phổ thông, truyền bá canh nông của Bộ Canh nông (nay là Bộ Nông nghiệp và Phát triển nông thôn Việt Nam) xuất bản.
Năm 1960, báo Nông lâm – cơ quan phổ biến kỹ thuật của Bộ Canh nông xuất bản.
Năm 1962, báo Nông nghiệp – cơ quan của Bộ Nông nghiệp xuất bản.
Ngày 30 tháng 5 năm 1987, Nguyễn Công Tạn ký Quyết định số số 89/NN-CNTP/QĐ thành lập báo Nông nghiệp Việt Nam.